# Роїк Віра Сергіївна
Ві́ра Сергі́ївна Ро́їк (нар. 12 (25) квітня 1911 року, Лубни, нині Полтавської області — пом. 3 жовтня 2010 року, Сімферополь) — українська вишивальниця. Заслужений майстер народної творчості України (1967). Герой України (2006). Почесний громадянин Сімферополя.
Від 1952 року працювала в Сімферополі. Вивчала стильові особливості вишивок різних областей України.

## Життєпис
Віра Роїк народилася 25 квітня 1911 року в місті Лубни нині Полтавської області. Її батьками були Лідія Еразмівна Сосюрко (Яворська), художник-графік, та Сергій Онуфрійович Сосюрко, залізничний службовець. Син — Вадим.
З 1952 року жила в Сімферополі. Закінчила Московський художній інститут у 1963 році.
Вперше свої вишивки Роїк виставила в 1936 році на Всесоюзній виставці у Москві.
Загалом майстриня організувала 140 персональних виставок своїх творів «Український рушничок», в тому числі, у всіх обласних центрах України, а також у Росії, Німеччині, Болгарії, Польщі, Туреччині. Брала участь у 287 загальних художніх виставках в СРСР, України і за кордоном, у тому числі в Бельгії, Франції, Угорщини, Італії, Монголії, США, Хорватії. Роботи Роїк зберігаються в 43 музеях різних країн світу.
Вишивальниця є засновницею музею декоративного мистецтва народних умільців, салону живопису самодіяльних художників Криму і школи української вишивки в Криму.
Опанувала близько 300 технік вишивання. Сюжети вона не копіювала, а вигадували сама надихаючись навколишньою дійсністю. Головними властивостями її робіт є лаконічність кольору, чіткість малюнка, емоційність та натхнення іконописом.
Роїк була членом Національної спілки художників України і майстрів народної творчості України. Володіла 300 видами технік вишивання народів світу.
Померла 3 жовтня 2010 року. Похована у Сімферополі на цвинтарі «Абдал».

## Нагороди та відзнаки
- Звання Герой України з врученням ордена Держави (19 серпня 2006) — за визначний особистий внесок у розвиток культури України, утвердження традицій національного декоративно-прикладного мистецтва, багаторічну самовіддану творчу та педагогічну діяльність[2]
- Орден княгині Ольги III ст. (19 квітня 2001) — за вагомий особистий внесок у розвиток національної культури і мистецтва, вагомі творчі здобутки[3]

Роїк була удостоєна звання Заслужений майстер народної творчості України, Заслужений художник Автономної Республіки Крим. Вона — лауреат Державної премії Автономної Республіки Крим.
У 2006 засновано премію в галузі народного мистецтва імені Віри Роїк.
Почесна громадянка міст Кобеляки, Лубни, Сімферополь.

## Твори
- Рушники:
  - «Півники» (1960),
  - «Мережево» (1970),
  - «Волинський» (1971),
  - «Полтавський» (1977),
  - «Ніжна казка» (1980),
  - «Сутінки» (1985),
  - «Морозець» (1992),
  - «Фантазія» (1995).
- Декоративні панно:
  - «Заповіт» (1978),
  - «Сонечко» (1981),
  - «Перемога» (1985),
  - «Свято врожаю» (1994).
  - «Зачарований півень» (2000).
  - «Світанок» (2001).
  - «Фантазія» (2002).
- Серветки:
  - «Сніжок» (1992),
  - «Казка» (1992).
- Дитячі килими:
  - «Іграшка» (1993),
- «Гусенята» (1993).

Твори зберігаються у 43 музеях зарубіжних країн.

## Вшанування пам'яті
В Полтаві існує провулок Віри Роїк.
В селі Войниха Лубенського району вулиця Віри Роїк.
У Сімферополі площа імені Віри Роїк.
Меморіальні дошки: у Сімферополі — на будинку, де мешкала Віра Роїк (вул. Декабристів, 9); на будівлі Гімназії № 9;
у місті Кобеляки Полтавської області — на будівлі музею літератури і мистецтв;
у місті Лубни Полтавської області — на будинку, де мешкала родина Віри Роїк.
У місті Лубни Полтавської області ЗОШ № 7 носить ім'я Віри Роїк також у школі існує музей імені Віри Роїк.